# آيت سيبرن
آيت سيبرن هي قرية ريفية في إقليم الخميسات ضمن جهة الرباط سلا زمور زعير بالمغرب. بلغ مجموع عدد سكان آيت سيبرن حسب إحصاءات 2004 حوالي 5232 نسمة يعيشون في 1001 أسرة.